# Liesbeth Migchelsen
Elisabeth Migchelsen, genannt Liesbeth, (* 11. März 1971 in Harderwijk; † 26. Mai 2020) war eine niederländische Fußballspielerin und -trainerin.

## Karriere

### Spielerin

#### Verein
Migchelsen begann ihre Karriere im Erwachsenenbereich beim Erstligisten SV Saestum, den sie im Jahr 2000 mit dem niederländischen Meistertitel verließ und zur Saison 2000/01 zum deutschen Bundesligaaufsteiger FFC Heike Rheine wechselte. Nach der Spielzeit 2004/05 und 100 Pflichtspielen für Rheine kehrte sie in ihre Heimat zurück und lief zwei Jahre lang für Fortuna Wormerveer auf. Ihre beiden letzten Saisons als Aktive beim AZ Alkmaar konnte sie 2008 und 2009 jeweils mit dem Meistertitel in der Eredivisie krönen.

#### Nationalmannschaft
Migchelsen bestritt bis zu ihrem Rücktritt im Jahr 2008 95 Länderspiele für die Niederländische Fußballnationalmannschaft der Frauen, konnte sich jedoch in ihrer aktiven Karriere für kein größeres Turnier, wie Welt- oder Europameisterschaften, qualifizieren.

### Trainerin
Migchelsen war als Trainerin verschiedener Vereinsmannschaften und Co-Trainerin der niederländischen U-19-Nationalmannschaft tätig. Während der Fußball-Europameisterschaft 2012 der Männer in Polen und der Ukraine fungierte sie als Scout des Russischen Fußballverbandes im Stab um Cheftrainer Dick Advocaat. Zur Saison 2013/14 ersetzte Migchelsen die ehemalige tschechische Nationalspielerin Jitka Klimková als Trainerin des australischen Erstligisten Canberra United FC.

## Erfolge
Als Spielerin
- 2000: Niederländische Meisterschaft (SV Saestum)
- 2008, 2009: Niederländische Meisterschaft (AZ Alkmaar)

Als Trainerin
- 2014: Australische Meisterschaft (Canberra United FC)

## Privates
Migchelsens älterer Bruder Theo (* 1969) ist ebenfalls ehemaliger Profi-Fußballspieler.
Am 26. Mai 2020 erlag Migchelsen einer Krebserkrankung.